# Ussuribucht
Die Ussuribucht (russisch Уссурийский залив) ist eine Bucht des Japanischen Meeres östlich von Wladiwostok.
Im Westen grenzt sie an die Murawjow-Amurski-Halbinsel, die sie von der Amurbucht trennt und an deren Südende Wladiwostok liegt. Am östlichen Ufer der Bucht liegen der Rajon Schkotowo, die Stadt Bolschoi Kamen und der Westen des Stadtkreises Fokino. Die Nordspitze wird von den östlichen Vororten der Stadt Artjom erreicht.
Die Bucht steht geographisch in keinem Zusammenhang mit dem Fluss Ussuri, wurde aber im Zuge des Anschlusses der Region an das Russische Kaiserreich im 19. Jahrhundert nach ihm benannt.
Heute sind an der Ostseite der Bucht, im Raum Bolschoi Kamen–Fokino, Teile der russischen Pazifikflotte stationiert.
Am Strand der Ussuribucht befindet sich Meerglas.